# Apartament

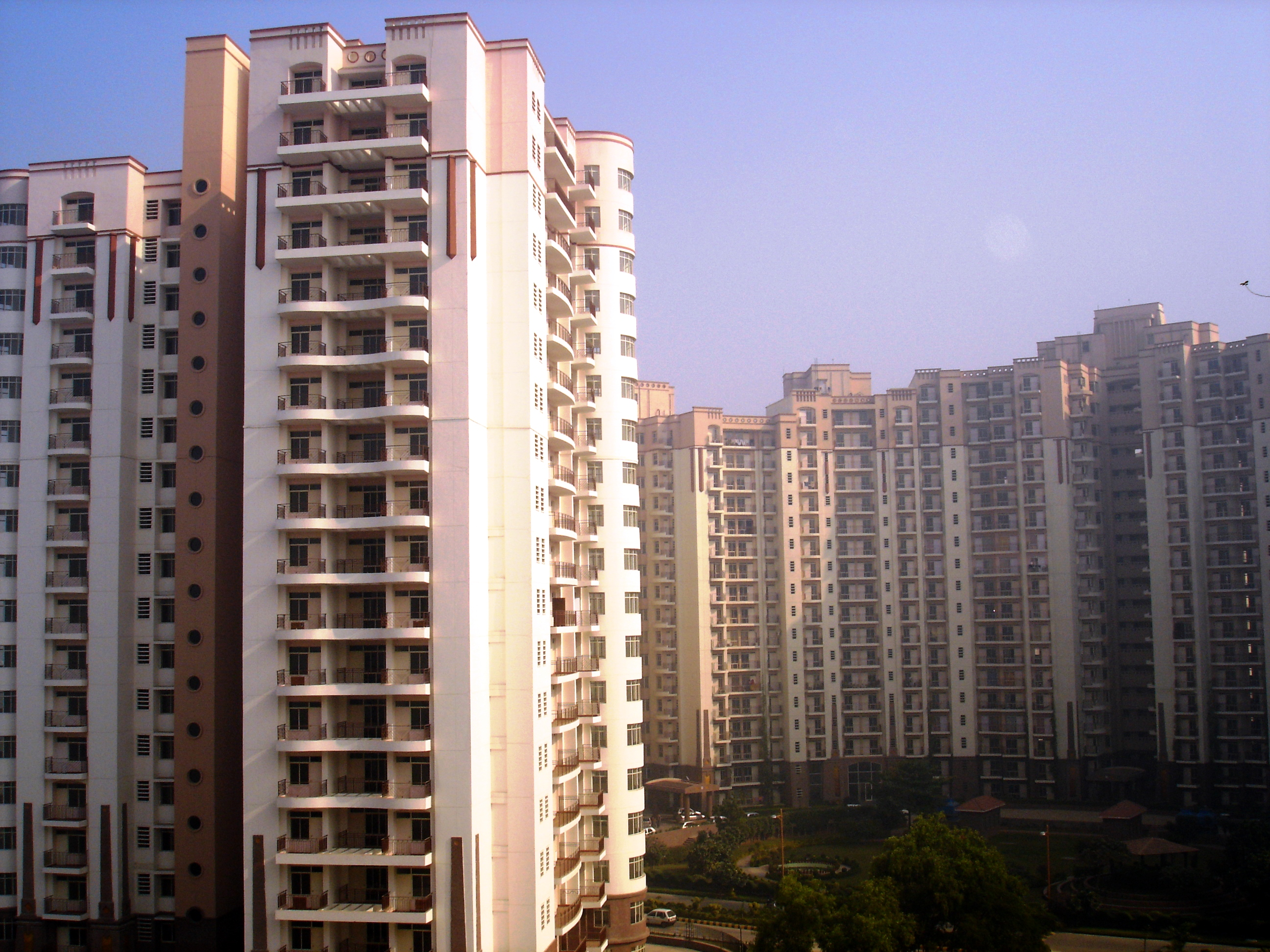
Bloc de apartamente în Gurgaon, Haryana, India

Apartamentul este o unitate de locuit din cadrul unei clădiri. Un apartament face parte dintr-un complex de apartamente care împreună formează blocul de apartamente. În apartament există camere cu denumiri specifice, precum: cameră de zi⁠(en)[traduceți], sufragerie, dormitor (unul sau mai multe), hol, bucătărie, baie și balcon (opțional).

## În diferite țări

### În Armenia
Prin programare, se construiesc cladiri de diverse proiecte standard, rezidențiale (pentru familii), hoteluri (pentru familii mici și singuri, precum și vizitători) și pensiuni (pentru studenți, constructori și rezidența temporară). Impozitarea imobilului are un anumit impact asupra condițiilor de trai ale populației și salubritații apartamentelor. Conform acestor caracteristici, clădirile sunt împărțite în înălțimi mici și înalte (peste 4 etaje). Nivelul serviciilor de instalații sanitare în clădirile înalte (lift, depozitare centralizată a gunoiului)) este ridicat. Apartamentele din aceste case sunt umbrite de copaci verzi, ferindu-le de supraîncălzire în zilele caniculare. Casele private în special de înălțime joasă sunt construite conform proiectelor speciale, cu respectarea tuturor condițiilor sanitare.

### În Rusia
În Rusia, apartamentele sunt spații nerezidențiale (spre deosebire de apartament) care nu aparțin fondului de locuințe, dar au condițiile necesare pentru a locui. Apartamentele se vând în clădiri administrative, precum și în clădiri cu statut de hotel. Una dintre diferențele dintre apartamente și apartamente este imposibilitatea de a se înregistra la locul de reședință. O altă diferență este costul costurilor de funcționare: deoarece apartamentele nu sunt clasificate în mod oficial drept locuințe, tarifele de utilități sunt calculate ca pentru spațiile comerciale.

### În Kazahstan
În Kazahstan, apartamentele sunt atât spații rezidențiale, cât și nerezidențiale. Pentru piața imobiliară din Kazahstan, conceptul de apartamente este relativ nou, deși în Occident este folosit de mult timp și este familiar tuturor. În sens legal, un apartament are o suprafață de 20 m² cu prezența obligatorie a unei bucătărie și a unei băi.